# Hoàng Văn Thái (trung tướng)
Hoàng Văn Thái (1920 – 2000) là một tướng lĩnh Quân đội nhân dân Việt Nam, hàm Trung tướng Quân đội nhân dân Việt Nam. Ông từng giữ chức Quyền Chủ nhiệm Tổng cục Kỹ thuật, Phó chủ nhiệm Tổng cục hậu cần, Phó Chính uỷ Quân khu 4, Tư lệnh đầu tiên Quân đoàn 2, Tư lệnh Đoàn 559. 

## Tiểu sử
Hoàng Văn Thái, tên khai sinh là Huỳnh Đức Tui, sinh năm 1920 tại xã Điện Ngọc, huyện Điện Bàn, tỉnh Quảng Nam. Ông được kết nạp vào Đảng Cộng sản Đông Dương năm 1945 và nhập ngũ năm 1947.
Tháng 5 năm 1945, ông hoạt động trong nhà máy hỏa xa Thuận Lý (Quảng Bình), Ủy viên Ủy ban khởi nghĩa tỉnh, lãnh đạo công nhân giành chính quyền ở Quảng Bình. Từ năm 1947 đến năm 1954, ông là cán bộ hậu cần và văn phòng trung đoàn, Chính ủy Trung đoàn 101 tham gia chiến dịch Hạ Lào; Chủ nhiệm Chính trị rồi Chính ủy Đại đoàn 325. Năm 1954, ông là Chính ủy Trung đoàn 101, tham gia chiến dịch Hạ Lào. Năm 1959, ông giữ chức Phó Chủ nhiệm chính trị Tổng cục Hậu cần, lúc này ông đã được thăng hàm Đại tá.
Năm 1960, ông làm Chủ nhiệm Chính trị Bộ Tư lệnh Pháo binh. Tháng 12 năm 1962, ông làm Phó Chính ủy Quân khu 4. Tháng 1 năm 1965, ông làm Phó Chủ nhiệm Tổng cục Hậu cần. Từ cuối năm 1965 đến năm 1967, ông được điều động giao nhiệm vụ làm Tư lệnh Đoàn 559, phụ trách tuyến hậu cần chiến lược Trường Sơn. Năm 1969, ông làm Phó Tư lệnh, Chủ nhiệm Hậu cần Quân khu Trị – Thiên kiêm Phó Tư lệnh Đoàn 559.
Từ năm 1972 đến năm 1974, ông làm Phó Chủ nhiệm Tổng cục Hậu cần, Phó Tư lệnh Quân khu Trị - Thiên. Trong khoảng 1974–1975, ông là Tư lệnh đầu tiên Quân đoàn 2 (Binh đoàn Hương Giang), hàm Thiếu tướng. Năm 1975, ông là Phó Chủ nhiệm Tổng cục Kỹ thuật, ông được thăng hàm Trung tướng năm 1982. 
Từ năm 1986 đến năm 1989, ông làm Quyền Chủ nhiệm Tổng cục Kỹ thuật.
Ông nghỉ hưu theo chế độ từ năm 1989 cho đến khi qua đời vào năm 2000.

## Khen thưởng
- Huân chương Độc lập hạng Nhất .
- Huân chương Quân công  hạng Nhất, Ba.
- Huân chương Chiến công hạng Nhất .
- Huân chương Chiến thắng hạng Nhì .
- Huân chương Kháng chiến hạng Nhất .